# Triaphon
Triaphon ist ein gemeinnütziges Unternehmen, das sich zum Ziel gesetzt hat, mit seiner medizinischen Dolmetsch-Hotline Patienten mit Sprachbarrieren jederzeit eine Verständigung mit medizinischem Personal zu ermöglichen.
Als Sozialunternehmen verfolgt Triaphon keine Gewinnabsicht und engagiert sich auf politischer Ebene für die Anerkennung von Sprachmittlung als Krankenkassenleistung (SGB V – Digitalisierung im Gesundheitswesen, S. 84).

## Geschichte
Triaphon wurde im Jahr 2017 von der Kinderärztin Lisanne Knop und dem Allgemeinmediziner Korbinian Fischer gegründet. Das Unternehmen hat seinen Hauptsitz in Berlin und beschäftigt gegenwärtig sieben hauptamtliche Mitarbeiter. Die Geschäftsführer sind Marthe Hammer und Kim Thanh Vo.
Triaphon ist Mitglied des Paritätischen Wohlfahrtsverbandes Berlin. Im Jahr 2020 wurde die Gründerin Lisanne Knop als Ashoka-Fellow aufgenommen.

## Triaphon-Hotline
Die Dolmetsch-Hotline bietet rund um die Uhr telefonische Sofortsprachmittlung für medizinische Einrichtungen in zehn Sprachen an und unterstützt eine Verständigung zwischen Patienten mit Sprachbarrieren und medizinischem Personal. Zu den angebotenen Sprachen gehören Arabisch, Bulgarisch, Bosnisch/Kroatisch/Serbisch, Farsi/Dari, Polnisch, Rumänisch, Russisch, Türkisch, Ukrainisch und Vietnamesisch. Triaphon ist besonders auf kurze, nicht planbare Gespräche in der medizinischen Akut- und Basisversorgung ausgerichtet.
Das Telefon-System verbindet medizinisches Personal auf Knopfdruck mit einem Sprachmittler der gewünschten Sprache. Triaphon nutzt eine eigens dafür programmierte Online-Telefonanlage. Die Sprachauswahl erfolgt im internen Menü über die Tastenwahl. Der Datenschutz bleibt gewahrt, da über die Hotline keine personenbezogenen Daten geteilt werden (keine Weitergabe von Telefonnummern/Durchwahlen, keine Nennung von Institution oder Namen, Gespräche werden nicht aufgezeichnet).
Das Unternehmen kooperiert mit Sprachmittlern, die sowohl Deutsch als auch eine weitere Sprache fließend sprechen. Das deutschlandweite Triaphon-Netzwerk besteht derzeit aus über 100 mehrsprachigen Mitgliedern, die umfassend für den Einsatz geschult wurden. 

## Politische Arbeit
Für die Anerkennung von Sprachmittlung in der Gesundheitsversorgung als Krankenkassenleistung kooperiert Triaphon mit Partnern aus dem Gesundheitssektor, dem Sprachmittlungsbereich und der Politik. Zu den wichtigsten Erfolgen im Rahmen der politischen Öffentlichkeitsarbeit von Triaphon zählt die Mitwirkung im „Bundesweiten Bündnis für Sprachmittlung im Gesundheitswesen“ (Initiative von TransVer-neXus Forum „Interkulturelle Öffnung im Gesundheitswesen X.0“). Dies Bündnis hat ein Positionspapier herausgegeben, in dem die politisch Verantwortlichen – das Bundesministerium für Gesundheit und die fachpolitischen Sprecher der Regierungsparteien – dazu aufgerufen wurden, die Aufnahme von Sprachmittlung in den Leistungskatalog der Krankenkassen bzw. ins Fünfte Buch des Sozialgesetzbuchs (SGB V) schnellstmöglich rechtlich zu verankern. In dem Positionspapier wurden konkrete Schritte zur Umsetzung der Ankündigung aus dem Koalitionsvertrag und damit zum Abbau von strukturellem Rassismus und Diskriminierung vorgeschlagen.
Triaphon war einer der Sachverständigen – eingeladen von Linda Heitmann (MdB, Bündnis 90/Die Grünen) – bei der Anhörung des Gesundheitsausschusses zum Thema „Sprachmittlung in der Pflege und im Gesundheitssystem für alle einführen“ am 24. Mai 2023 in Berlin.
Triaphon ist regelmäßig an verschiedenen Förder- und Forschungsprojekten beteiligt und initiiert auch eigene, um die Sprachbarrieren in der medizinischen Versorgung aufzuzeigen und weiter abzubauen.

## Projekte

### Uni Köln – interVerO/IntVem
Das Projekt interVerO (= Vorarbeiten zur Entwicklung eines diversitätssensiblen, interkulturellen, pflegerisch gesteuerten Versorgungsmodells für onkologisch erkrankte Menschen mit Migrationshintergrund), das durch das Köln Fortune Programm finanziert wird, hat das Ziel, Erkenntnisse über die Versorgung von onkologisch erkrankten Menschen mit Migrationshintergrund und Sprachbarriere zu gewinnen. Es ermittelt Barrieren in den Versorgungsstrukturen dieser Zielgruppe und erarbeitet Lösungsansätze zur Überwindung sprachlicher und kultureller Hindernisse. Hierbei werden Informationen unter anderem durch Befragungen von Patienten und ihren Angehörigen gesammelt. Das Projekt lief von April 2023 bis April 2024. Die gewonnenen Erkenntnisse schaffen die Grundlage für ein diversitätssensibles, interkulturelles Versorgungsmodell in der Onkologie, das im Rahmen des Projekts IntVeM (Pflege-geleitetes integratives Versorgungsmodell für onkologisch erkrankte Menschen mit Migrationshintergrund und Sprachbarrieren) entwickelt und an der Uniklinik Köln erprobt wird. Triaphon wird als telefonischer Sprachmittlungsservice in dieses Versorgungsmodell implementiert. Dieses von der Deutschen Krebshilfe finanzierte Projekt startete am 1. Oktober 2023 und hat eine Laufzeit von 36 Monaten. Beide Projekte werden vom Institut für Pflegewissenschaft und von der Medizinischen Fakultät der Universität Köln koordiniert.

### Auridis Stiftung – TriaKi (Triaphon in Kinderarztpraxen)
Mit dem Projekt „Triaphon in Kinderarztpraxen in Deutschland“ (Beginn April 2021) weitet Triaphon den Einsatzbereich der Dolmetsch-Hotline auf den ambulanten Bereich aus, um die medizinische Versorgung von Kindern und Familien mit Sprachbarrieren zu verbessern, bzw. die Kommunikation mit den Eltern zu erleichtern. In dem Modellprojekt, finanziert von der Auridis Stiftung gGmbH, wird telefonische Sprachmittlung von Triaphon in Kinderarztpraxen implementiert und evaluiert. 110 Kinderarztpraxen aus Berlin, Bremen, Hamburg und Nordrhein-Westfalen können sich daran beteiligen und haben während der Projektlaufzeit – bis Ende Juni 2025 – kostenlos Zugriff auf den Triaphon-Service. Ein Teilziel des Projekts ist es u. a. eine zusätzliche Datengrundlage zu schaffen, die die Forderung nach einer Kostenübernahme durch Krankenkassen unterstützt. Das langfristige Ziel ist es, die Chancengleichheit für Kinder und Eltern mit Sprachbarrieren in der medizinischen Versorgung zu gewährleisten.

### Dolmetsch-Nothilfe:Ukrainisch
Nach Beginn des Krieges in der Ukraine entstand in Deutschland ein sehr hoher Sprachmittlungsbedarf für ukrainische Geflüchtete in der medizinischen Versorgung. Triaphon ist sofort aktiv geworden und konnte in kürzester Zeit die „Dolmetsch-Nothilfe: Ukrainisch“ aufbauen, die von April 2022 bis Januar 2023 medizinischen Einrichtungen kostenfrei zur Verfügung stand. Deutschlandweit haben ca. 700 medizinische Einrichtungen das Angebot wahrgenommen und konnten rund um die Uhr die Dolmetsch-Hotline nutzen und mit Patienten in ihrer Landessprache kommunizieren. Das Projekt wurde unter anderem von der Alliance4Ukraine (heute Welcome Alliance), der Deutschen Stiftung für Engagement und Ehrenamt und dem Community Fund von Amazon gefördert. Seit dem 1. Februar 2023 gehört Ukrainisch zum regulären Sprachenpool von Triaphon.

### Deutsche Postcode Lotterie – Qualifizierung in der medizinischen Sprachmittlung
Seit 2021 wird Triaphon von der Deutschen Postcode Lotterie finanziell unterstützt. Durch die Deutsche Postcode Lotterie kann Triaphon sein Qualifizierungssystem für Sprachmittler weiterentwickeln und verbessern. Im Rahmen des Projektes entstanden zum Beispiel eine Reihe von Online-Fortbildungen sowie Schulungsvideos. Außerdem werden jährlich Fachveranstaltungen organisiert, die den Triaphon-Sprachmittlern ermöglichen, durch vor Ort angebotene Workshops ihre Kompetenzen mit renommierten Referenten aus dem Bereich Sprachmittlung zu erweitern. Das aktuelle Projekt ist eine Fortführung des 2019 von der Beauftragten der Bundesregierung für Migration, Flüchtlinge und Integration geförderten Projektes.

### BMG – HYKIST Projekt
Im Zeitraum vom 1. Oktober 2020 bis 31. Dezember 2023 war Triaphon an dem vom Bundesministerium für Gesundheit geförderten Projekt HYKIST als Partner beteiligt. Mit Hilfe Künstlicher Intelligenz wurde ein echtzeitbasiertes Übersetzungsassistenzsystem in der medizinischen Basis- und Notfallkommunikation entwickelt. HYKIST assistierte Sprachmittlern durch eine KI-unterstützte Kommunikation und half komplexe medizinische Sachverhalte und Fachtermini während des Arzt-Patienten-Gespräches besser dolmetschen zu können. Pilotierung und Machbarkeitsprüfung sowie Prozessevaluation des HYKIST-Gesamtsystems für den Bereich der zentralen Notaufnahmen wurde vom Institut für Pflegewissenschaft der Universität Köln durchgeführt.

### Corona-Soforthilfe
Damit auch Menschen mit Sprachbarriere in der COVID-19-Pandemie über das Virus informiert werden konnten und um das Gesundheitssystem durch Verständigungsprobleme nicht zusätzlich zu strapazieren, hat Triaphon im April 2020 eine weitere 24/7 Triaphon-Hotline, die „Corona-Soforthilfe“, aufgebaut und medizinischen Einrichtungen ermöglicht, diese für einen Zeitraum von sechs Monaten kostenfrei zu nutzen. Das Projekt wurde durch Spenden und Fördergelder finanziert.

### Projekt Sprachmittler-Schulungen bei Triaphon: Qualifizierung und Kompetenzsteigerung im Bereich medizinische Sprachmittlung
Vom 1. Januar 2019 bis zum 31. Dezember 2019 wurde im Rahmen eines von der Beauftragten der Bundesregierung für Migration, Flüchtlinge und Integration (BfMFI) geförderten Projektes ein strukturiertes Qualifizierungssystem für Triaphon-Sprachmittler aufgebaut.

## Rezeption

### Förderung
- 11/2018 – 02/2019: Startsocial-Stipendium[26]

### Auszeichnungen
- 11/2018: Leuchtturmpreis der Stiftung Ravensburger Verlag[27]
- 10/2018: Integrationspreis der Hertie-Stiftung[28]
- 09/2020: MSD-Sonderpreis “Verbesserung der konkreten Versorgung auf Ergebnis- und Prozessebene durch Patientenbeteiligung”[29]
- 2021: EngagementGewinner der DSEE[30]
- 01/2021: GoVolunteer-Siegel für „Ausgezeichnetes Engagement“[31]

### Nominierungen
- 05/2019: Nominierung für den Deutschen Engagementpreis[32]
- 05/2019: Nominierung „Mein gutes Beispiel“, Bertelsmann-Stiftung[33]
- 05/2022: Nominierung für den Deutschen Engagementpreis[34]

## Presse (Auswahl)
- MiGAZIN – Sprachlos beim - Arzt | Dolmetschdienste im Gesundheitsbereich sollen Kassenleistung werden – veröffentlicht am 16. April 2024
- Tagesspiegel Background – (Sprach-)Lücken schließen – 12. Februar 2024
- Ärzteblatt – Sprachmittlung im Gesundheitswesen von Experten befürwortet. – veröffentlicht am 25. Mai 2023.
- Süddeutsche Zeitung Magazin – Bei Anruf Übersetzung – veröffentlicht am 12. November 2020
- Medical Tribune – Dolmetscher-Service Triaphon soll im Arztalltag helfen, Sprachbarrieren zu überwinden – veröffentlicht am 7. September 2018
- Der Spiegel – So verstehen Sie Ihren Arzt – veröffentlicht am 3. Mai 2018